# Fabrizio Salini
Fabrizio Salini (Roma, 31 gennaio 1967) è un dirigente d'azienda italiano.
Dal 27 luglio 2018 al 16 luglio 2021 è stato amministratore delegato della Rai; è stato direttore ad interim di Rai 2 dal 29 novembre 2019 al 14 gennaio 2020. Dal 22 giugno al 10 novembre 2020 è stato direttore ad interim di Rai Fiction.

## Biografia
Consegue la laurea in scienze politiche presso l'università La Sapienza di Roma.
Dal 2003 al 2011 ricopre il ruolo di vice president of entertainment channels di Fox International Channels Italy, gestendo tutta l'area dei canali di intrattenimento del gruppo. In questo periodo ha contribuito alla nascita di canali come Fox Life, Fox Crime e Fox Retro.
Nel 2011 diventa head of entertainment and cinema programming di Sky Italia gestendo i canali Sky Uno e Sky Cinema.
Nel 2012 entra a far parte del board of directors di Switchover Media con il ruolo di head entertainment & factual channels curando il lancio dei canali Giallo e Focus.
Nel 2013, con l'acquisizione di Switchover Media da parte di Discovery Italia, diviene vice president content fiction & kids del gruppo.
Nel febbraio 2014, occupa il ruolo di amministratore delegato di Fox International Channels Italy.
Il 26 novembre 2015, viene nominato direttore di LA7 e LA7d lasciando la carica dal 1º giugno 2017.
Dal 27 luglio 2018 al 16 luglio 2021 è amministratore delegato e direttore generale della Rai su nomina del Governo Conte I.
Dal 22 giugno al 10 novembre 2020 in sostituzione di Eleonora Andreatta assume ad interim il ruolo di direttore di Rai Fiction.

## Controversie
In quanto amministratore delegato della Rai spa, il 22 luglio 2020 Fabrizio Salini è stato oggetto di un'interrogazione da parte della Commissione parlamentare per l'indirizzo generale e la vigilanza dei servizi radiotelevisivi atta a determinare le motivazioni del rifiuto della Rai a produrre/promuovere/trasmettere il film d'animazione Somalia94 - Il caso Ilaria Alpi di Marco Giolo.